# Literatura francesa
La literatura francòfona inclou totes les obres escrites en francès, sigui al país que sigui i al segle que sigui. Inclou, per tant, la tradició literària de França i la de les antigues colònies franceses.

## La primera literatura francesa
A l'edat mitjana, el llatí es va anar transformant en les llengües romàniques corresponents a cada país. Es troba literatura pròpiament escrita en francès des del segle xi, abans els documents estan en un llatí tardà o pertanyen a la literatura en occità, de gran influència en l'època pel prestigi dels seus trobadors.
La literatura en francès comença amb l'èpica, en què destaca La Chanson de Roland, que va ser profusament imitada per tot Europa. Les rondalles i cançons de gesta al voltant de la figura de Carlemany també van tenir força èxit.
Al segle xii, Chrétien de Troyes va escriure les grans obres sobre el cicle artúric de Bretanya. La poesia amorosa va desenvolupar-se seguint l'ideal de l'amor cortès fins a arribar a Alain Chartier i François Villon, que tanquen la poesia medieval.
La prosa estava dedicada a les cròniques històriques i a les traduccions d'obres de la literatura clàssica en llatí, l'idioma de la cultura i la religió. Es conserven col·leccions de sermons i vides de sants. Els petits fabliaux eren peces dramàtiques que barrejaven la temàtica sacra amb un to de paròdia.

## El Renaixement

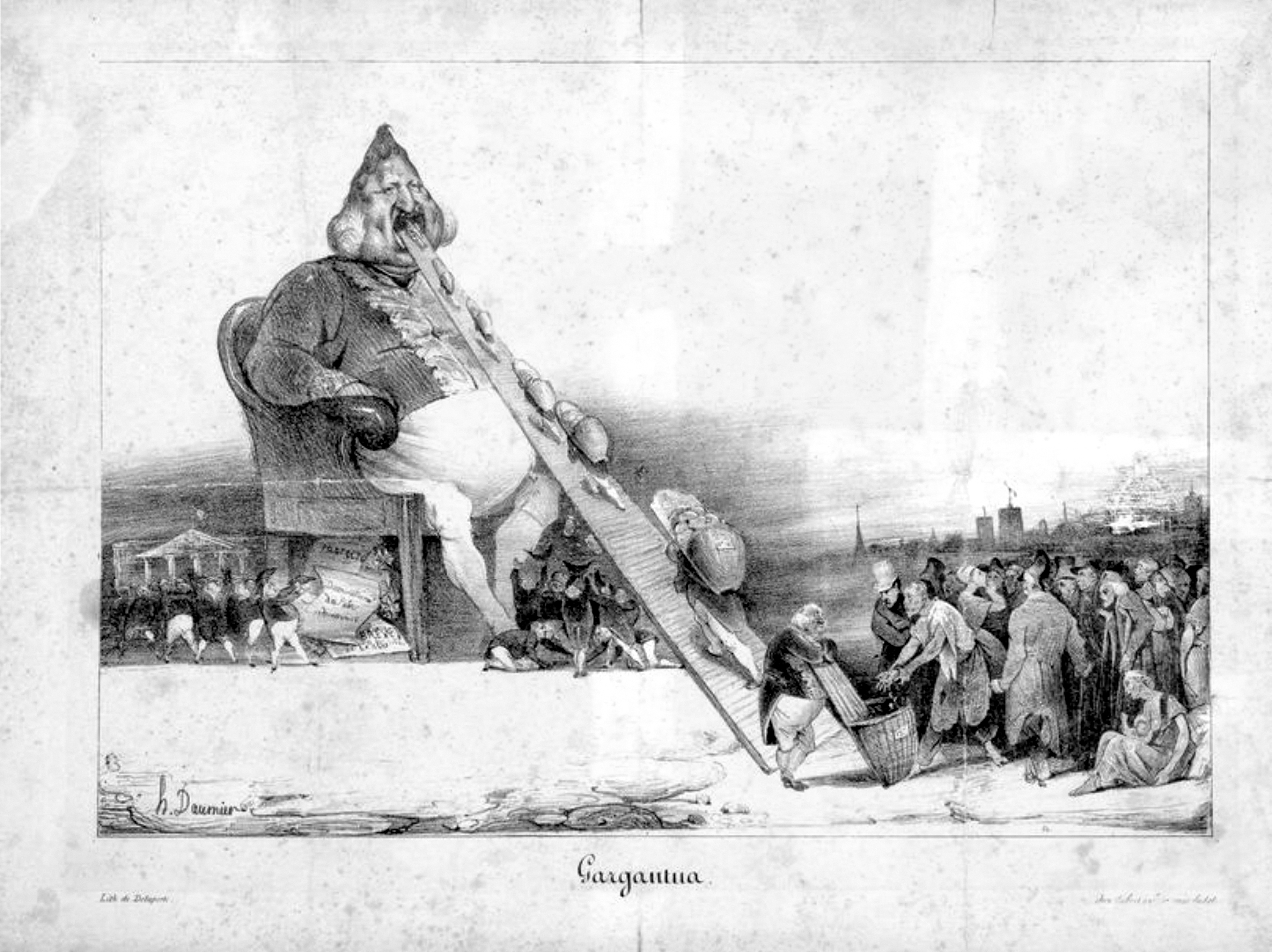
Gargantua, litografia d'Honoré Daumier.

França també va conèixer un creixement de la seva literatura vernacla al segle XVI, amb una gran evolució molt recreativa. Tot i que hi va haver humanistes a principis del segle XVI a França, com Guillaume Budé († 1540), es considera que el Renaixement literari arriba a França cap a mitjan segle. En aquest país, aquest moviment es va caracteritzar sobretot per una preocupació de tipus intel·lectual: el criteri personal i la llibertat de pensament informaran la producció d'aquesta època.
Es va renovar la poesia gràcies als set poetes del grup conegut com La Pléiade. D'entre ells, van destacar Joachim du Bellay i Pierre de Ronsard; aquest últim va enriquir la llengua amb sarcasmes o neologismes, adaptant els models clàssics (oda, himne, sonet) a la llengua francesa. De la seva obra cal destacar les Odes a l'estil de Píndar, i els seus Sonets amorosos. També són poetes influents d'aquest període Théodore Agrippa d'Aubigné i Clément Marot.
Pel que fa a la prosa, sobresurten François Rabelais, (autor de prosa humorística), Margarida d'Angulema (coneguda a França com a Margarida de Navarra) i Montaigne. El primer va escriure una llarga novel·la, Gargantua i Pantagruel, sobre les aventures d'aquests dos gegants; se satiritzen la ciència i les creences medievals, amb un estil realista i pintoresc. Quant a Montaigne, es destaca pels seus Assajos, obra que barreja observacions personals amb reflexions filosòfiques, defensant la moderació i la tolerància, en un estil viu i amè.

## L'academicisme

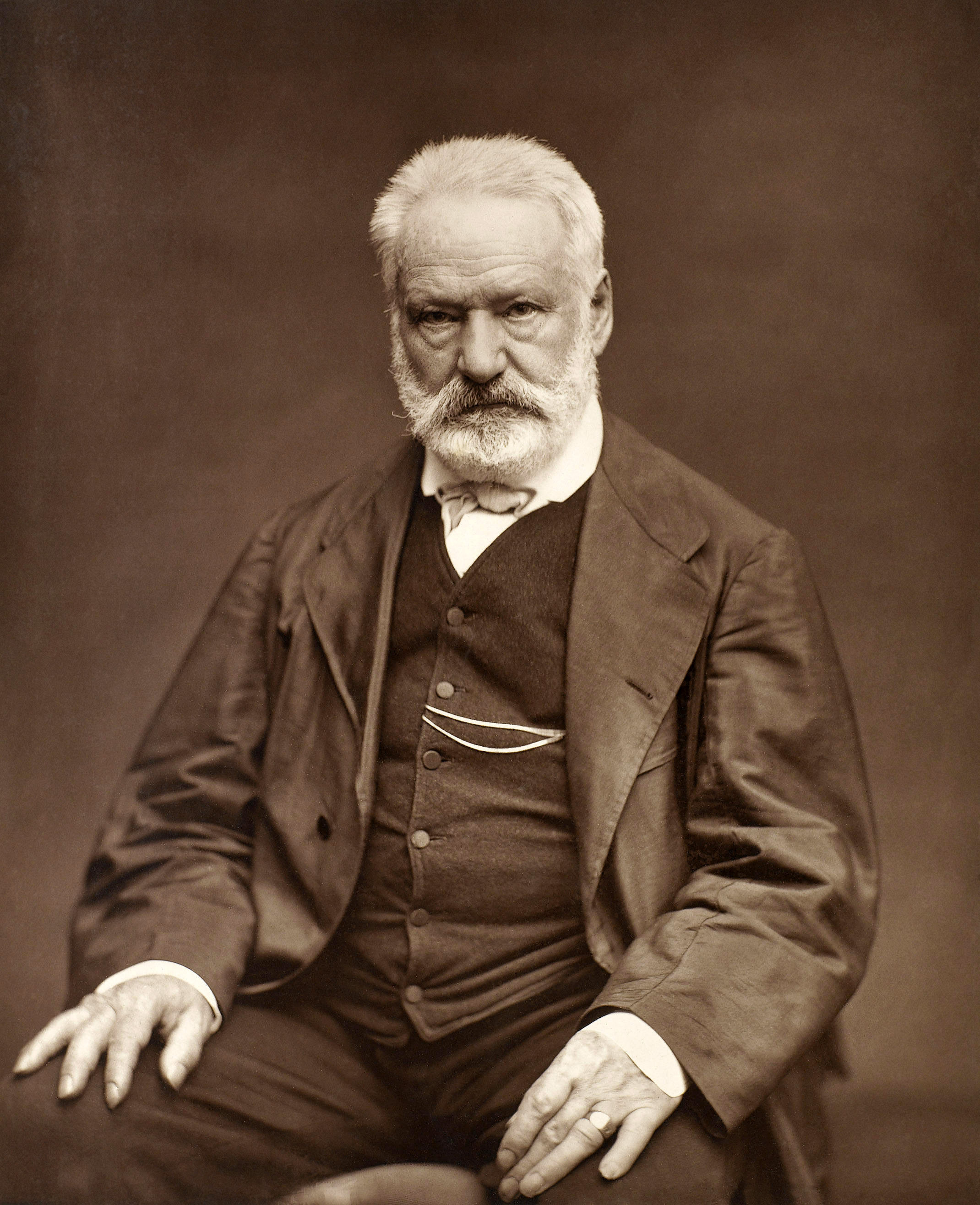
Victor Hugo el 1876.

Des de mitjans del segle xvii, França va esdevenir el centre cultural i literari de tot Europa. El gust clàssic, l'obsessió per la perfecció formal i la llengua treballada són els trets que encara avui romanen a les lletres franceses. Nicolas Boileau-Despreaux va ser el teòric més important d'aquesta època, en què es van desenvolupar tots els gèneres. L'Astrée de l'autor Honoré d'Urfé fou l'obra francesa més traduïda al seu temps.
La comtessa de La Fayette (1634-1693) va escriure la primera novel·la clàssica francesa, La Princesse de Clèves el 1678. Malgrat ser una mena d'autobiografia sentimental, la novel·la és clàssica per la semblança de la seva mentalitat amb l'heroisme voluntari i racional de Corneille, per l'arquitectura tràgica de la narració i per la claredat d'estil.
La marquesa de Sévigné (1626-1696) va escriure cartes a la seva filla que el 1725 van ser publicades amb el nom de Lettres i arribarien a ser considerades un gènere literari en si mateix, ja que era costum en aquella època llegir les cartes en comú als salons.
El classicisme francès es destaca sobretot pel seu teatre. Els gèneres se separaven, s'havia de respectar la regla de les tres unitats i, a més, complir una funció moral. D'una banda, la tragèdia clàssica, creada per Pierre Corneille i portada a la seva perfecció per Jean Racine, en un estil noble i elevat tractava temes de l'antiguitat grecollatina o assumptes bíblics. Corneille té un estil més aviat retòric, centrant-se en els conflictes que es produeixen dins de l'ànima dels personatges, en obres com El Cid o Cinna. Racine es destaca pel seu realisme psicològic, podent mencionar-se, com a obra més destacada, Fedra.
Els autors clàssics més rellevants són Jean Racine, Molière i Jean de la Fontaine. Les aportacions en el camp de la no-ficció són també notables, amb la filosofia de Voltaire, Diderot… Una figura fa de pont entre l'academicisme francès i els nous aires romàntics que van estendre's per Europa des de finals del segle xviii: Jean-Jacques Rousseau.

## Il·lustració

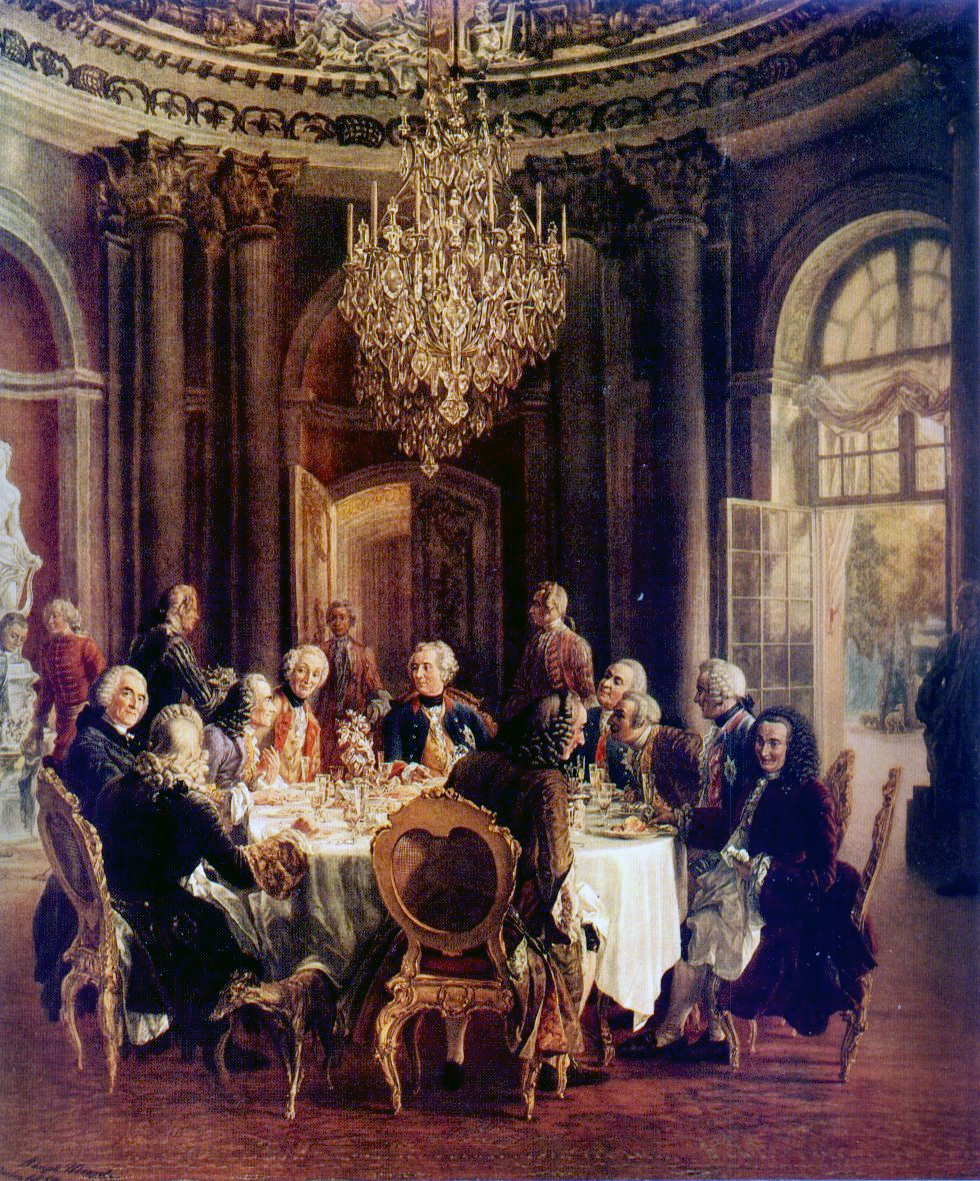
Voltaire a la cort de Frederic II de Prússia, d'Adolph von Menzel, Voltaire està a la dreta. En aquest segle van abundar les tertúlies, els banquets i les reunions, en què es difonia la nova cultura dels il·lustrats.

El segle XVIII francès és conegut com «el segle de les llums». Des del segle XVII, el francès s'havia convertit en la lingua franca literària i diplomàtica d'Europa occidental (i fins a cert punt, a Amèrica del Nord). Al segle XVIII, les lletres franceses van tenir un profund impacte en totes les tradicions literàries europees i nord-americanes mentre que, al mateix temps, van resultar molt influïdes per les tradicions britàniques i alemanyes que van inspirar el preromanticisme.
L'enciclopèdia va ser un instrument forjador de la nova mentalitat de la Il·lustració. Les noves idees es difonen a través dels salons i les tertúlies, en què l'aristocràcia rebia literats i intel·lectuals. Igualment ho fan a través de la Enciclopèdia o Diccionari raonat de les ciències, arts i oficis, publicada entre 1751 i 1780 per Diderot i D’Alembert.
Dominen el pensament francès de l'època els filòsofs Montesquieu, Voltaire i Rousseau, igual que l'enciclopedista Denis Diderot. Es tractava més aviat d'intel·lectuals que reflexionaven sobre la reforma social mitjançant mesures pràctiques, i no sobre la metafísica. Utilitzaven els diversos gèneres literaris per expressar aquestes idees de reforma social i política. Així, Montesquieu va usar la sàtira en les seves Cartes Perses, obra d'aguda crítica social.
Voltaire, com Diderot, va recórrer també al teatre, exposant les seves idees a través de tragèdies clàssiques. No obstant això, també va conrear la poesia neoclàssica i les novel·les, entre les quals es destaca Càndid. Va ser un excel·lent escriptor, agut i enginyós, que va gaudir en la seva època d'una fama extraordinària, tractant amb monarques il·lustrats com Frederic el Gran o Caterina II de Rússia.
L'obra del ginebrí Jean-Jacques Rousseau s'articula al voltant de diversos eixos: social, polític, educatiu i personal, les obres d'aquest últim grup (com Les confessions) anticipant el sentimentalisme romàntic. Enfront de la idea de la raó com a reguladora de la societat, en ell predomina el sentiment sobre la raó, no creient en l'eficàcia de les lleis. Exposa la seva visió de la renovació de l'educació en Emili, obra basada en la llibertat i el naturalisme. La seva obra més política és El contracte social, precursora del pensament revolucionari de la 1789.
No és l'únic autor en què ja s'estan preludiant els ideals romàntics, ja que el mateix es pot veure en altres novel·listes com Jacques-Henri Bernardin de Saint-Pierre (Pau i Virgínia) o l'Abbé Prévost (Manon Lescaut).

## Elseglexix

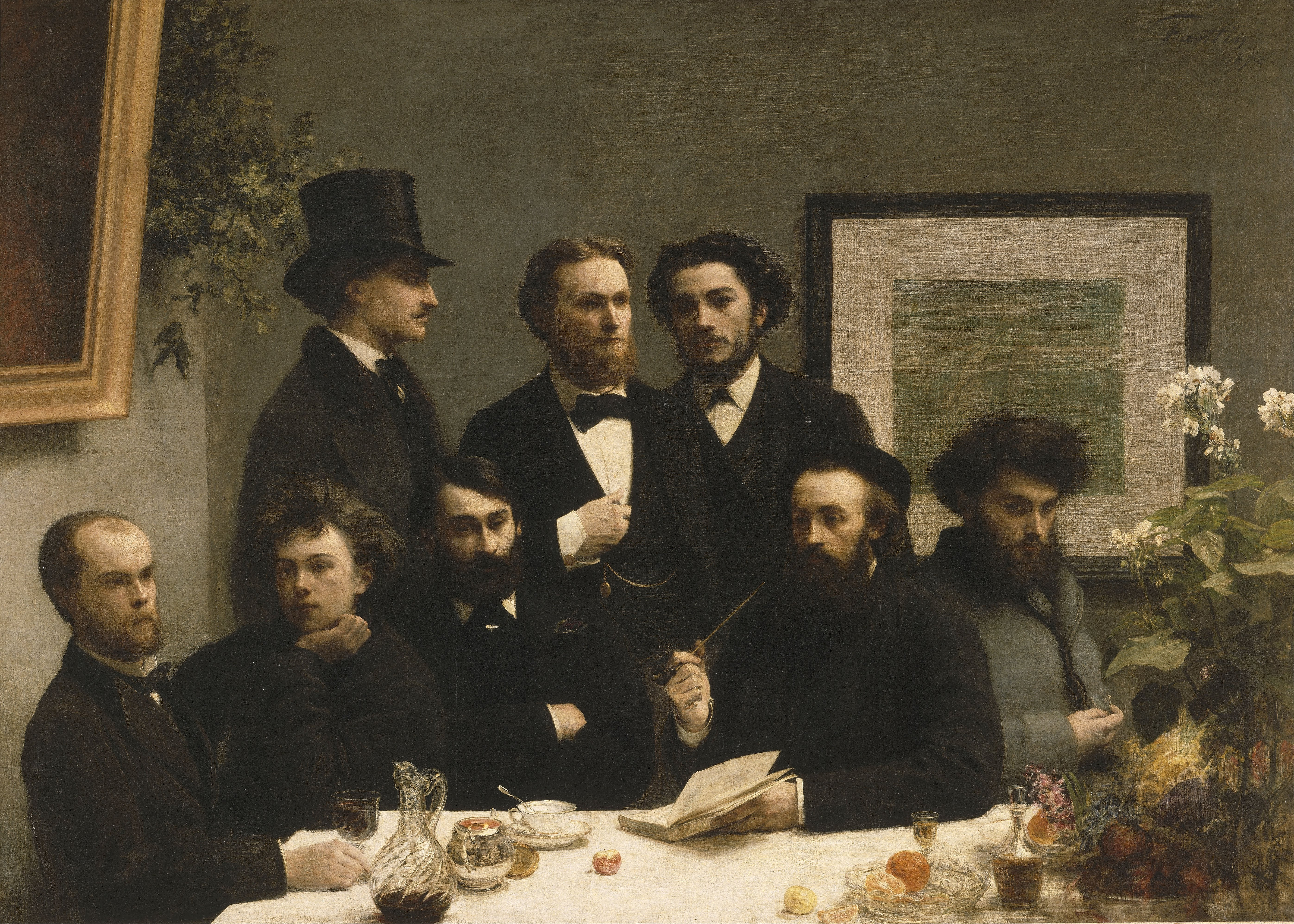
Paul Verlaine (esquerra) i Arthur Rimbaud (segon per l'esquerra) en un quadre de 1872 de Henri Fantin-Latour.

El segle xix francès serveix de model per als períodes literaris d'altres països, amb el conreu del romanticisme, el realisme i la seva derivació: el naturalisme.
El romanticisme exaltava les grans passions, la lluita de l'individu contra la societat per a poder ser lliure, i els afers nacionals, alhora que buscava l'exotisme medieval o oriental. Alguns dels noms bàsics en són Victor Hugo o Alexandre Dumas.
El realisme buscava complaure la burgesia amb històries plenes de detalls i peripècies, incloent-hi reflexions i descripcions d'ambients i sentiments. Els escriptors a destacar són Honoré de Balzac, Gustave Flaubert o Stendhal entre d'altres.
El naturalisme cercava de fer una literatura científica, tenint en compte les motivacions dels actes de cada personatge, analitzant el seu entorn i herència, afegint per primera vegada personatges de les classes socials més baixes. El pare del moviment és Émile Zola.
Les veus vingudes d'altres països francòfons comencen a fer-se un lloc en la literatura, aportant la descripció de costums locals i reflexions sobre la identitat molt fecundes.

## Elseglexx
L'imperialisme i el colonialisme francès a Amèrica, Àfrica i el Pròxim i Extrem Orient, han portat la llengua francesa a cultures no europees que han ampliat l'àmbit tant geogràfic com temàtic de la literatura francesa actual i l'han enriquit tant en el fons com en la forma. Aquesta superposició cultural expressada en francès, unida a un dur procés de descolonització, va marcar profundament la literatura francesa del segle XX.
Altres esdeveniments de gran impacte van ser les dues guerres mundials.
Els moviments literaris de major importància van ser:
- El surrealisme (André Breton, Robert Desnos)
- l'existencialisme (Gabriel Marcel, Jean-Paul Sartre, Albert Camus, Simone de Beauvoir i Maurice Merleau-Ponty)
- el Nouveau roman (Alain Robbe-Grillet, Nathalie Sarraute, Samuel Beckett)
- el Teatre de l'absurd (Arthur Adamov, Antonin Artaud, Samuel Beckett, Michel de Ghelderode, Eugène Ionesco, Georges Schehadé)

Tanmateix, la immensa majoria dels autors del segle XX a França es caracteritzen per no pertànyer a cap moviment definit ni a cap escola, una tendència que serà més marcada a mesura que avança el segle.
Sota els ideals aristocràtics de l'antic règim (l'honnête homme), l'esperit nacionalista de la França postrevolucionària, i la generalització de l'ensenyament públic i gratuït a partir de la Tercera República i a la França contemporània, els francesos han arribat a tenir una profunda connexió cultural amb la seva herència literària. Avui, les escoles franceses emfatitzen l'estudi de les novel·les, el teatre i la poesia (sovint apresa de memòria). Les arts literàries són recolzades per l'Estat i els premis literaris són notícies importants.
L'Académie Française i l'Institut de France són importants institucions lingüístiques i artístiques a França, i la televisió francesa retransmet programes sobre escriptors i poetes (el programa més vist en la història de la televisió francesa va ser Apostrophes, un programa setmanal d'entrevistes i debats sobre literatura i art). Els temes literaris importen molt als ciutadans francesos i tenen un paper important en el seu sentit d'identitat.

## La varietat
Entre finals del segle xix i el segle xx, la literatura francesa adopta una gran varietat, que inclou des del simbolisme de Baudelaire fins a les avantguardes més experimentals. El surrealisme en especial, creat al voltant de la figura d'André Breton, va ser un moviment fèrtil a les terres franceses.
El trauma de la Primera Guerra Mundial està a la base de l'existencialisme, un moviment filosofico-literari francès que va expandir-se per tot el continent. Autors com Jean Paul Sartre o Albert Camus es preguntaven en les seves obres pel sentit de l'existència, en una prosa malenconiosa, reflexiva i al·legòrica. En una altra línia, una figura que no es pot ignorar és Marcel Proust.
Des de l'Àfrica, sorgeix llavors l'anomenada literatura colonial i postcolonial, amb autors que barregen la tradició francesa amb l'oralitat dels seus respectius països. Els temes giren al voltant de la guerra, la llibertat, la identitat i el paper dels homes i dones en la societat.
Després de la Segona Guerra Mundial, amb el moviment del nouveau roman es recull l'experimentalisme avantguardista i es creen obres plenes de jocs de paraules, amb estructures agosarades i modernes, combinant gèneres i estils. L'autor teóric més important n'és Alain Robbe-Grillet i, tot i que els autors que pertanyen a aquest grup són diferents, segons quin crític en faça la tria, també hi són Michel Butor, Nathalie Sarraute i Claude Simon. És notable la influència d'autors com Georges Perec i Raymond Queneau.
La literatura contemporània, com passa amb altres tradicions, és tan rica que es resisteix a classificacions, amb autors de la talla d'Assia Djebar, Jean Cocteau, Jean Genet, Amin Maalouf, Yasmina Khadra…

## Literatures d'altres llengües de França
A més de la literatura escrita en francès, la cultura literària de França pot incloure obres escrites en altres llengües. En el període medieval, moltes de les llengües estàndards que competien en diversos territoris que més tard van conformar la moderna França van produir tradicions literàries, com ara la anglonormanda i la occitana.
La literatura en altres llengües va continuar al llarg del segle XVIII, tot i que anaven sent eclipsades per l'auge de la llengua francesa i es va veure influïda pels models literaris en francès. Moviments conscients de renaixement lingüístic al segle XIX, com ara el Felibritge a la Provença, juntament amb una alfabetització més àmplia i premses regionals, van permetre un nou floriment de la producció literària en normand i altres llengües.
Frédéric Mistral, un poeta en occità (1830-1914), va rebre el Premi Nobel de Literatura el 1904.
La literatura bretona des dels anys 1920 ha estat animada, malgrat el nombre decreixent de parlants. El 1925, Roparz Hemon va fundar el periòdic Gwalarn que durant 19 anys va intentar elevar la llengua al mateix nivell que les altres grans llengües "internacionals" creant obres originals en tots els gèneres i proposant traduccions bretones d'obres estrangeres reconegudes internacionalment. El 1946, Al Liamm va assumir el paper de Gwalarn. Han aparegut altres revistes que han donat al bretó un cos de literatura força ampli per a una llengua minoritària. Entre els escriptors en bretó es poden mencionar Yann-Ber Kalloc'h, Anjela Duval i Per-Jakez Hélias.
La literatura en picard manté un nivell de producció literària, especialment en escriptura teatral.
La literatura en való es veu reforçada per la producció literària més significativa en aquesta llengua, que es realitza a Bèlgica.

## Premis Nobel de Literatura francesos

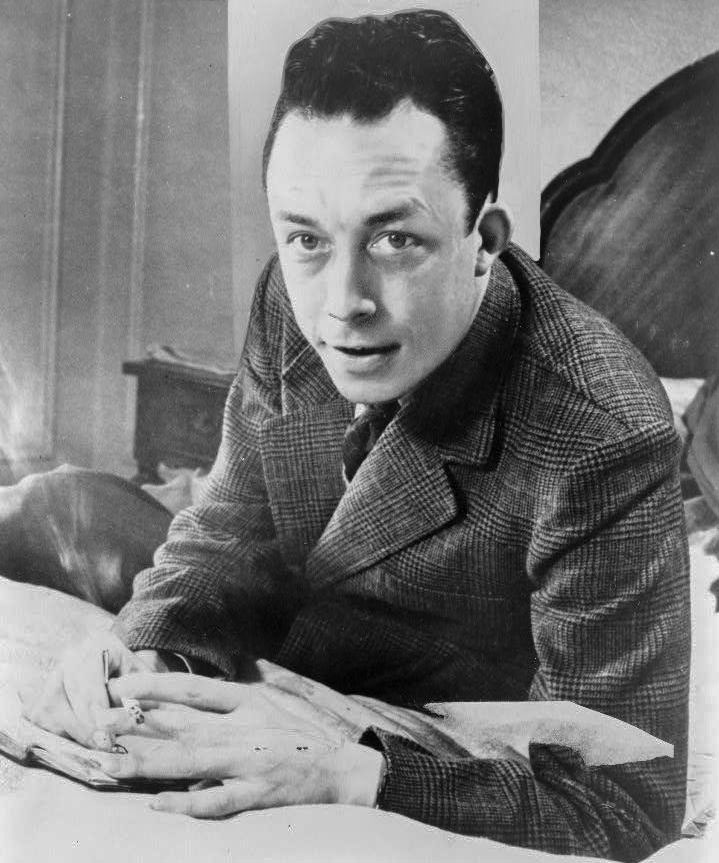
Albert Camus en una imatge de 1957, any que va guanyar el premi Nobel de literatura.

Al llarg del segle xx, els autors francesos han obtingut més Premis Nobel de Literatura que els de cap altra nació. Ho han fet els següents:
- 1901 – Sully Prudhomme (primer Premi Nobel de Literatura)
- 1904 – Frédéric Mistral (escrivia en occità)
- 1915 – Romain Rolland
- 1921 – Anatole France
- 1927 – Henri Bergson
- 1937 – Roger Martin du Gard
- 1947 – André Gide
- 1952 – François Mauriac
- 1957 – Albert Camus
- 1960 – Saint-John Perse
- 1964 – Jean-Paul Sartre (rebutjà el premi)
- 1969 – Samuel Beckett (irlandès, escrivia en anglès i francès)
- 1985 – Claude Simon
- 2008 – Jean-Marie Gustave Le Clézio
- 2014 – Patrick Modiano
- 2022 – Annie Ernaux